# Drapeau de l'Australie
Le drapeau de l'Australie est bleu avec, dans le quart supérieur du côté gauche, l'Union Jack. Dans le quart du dessous se trouve l'Étoile de la fédération, une étoile blanche à sept branches, six branches pour chacun des six États (le Queensland, la Nouvelle-Galles du Sud, le Victoria, la Tasmanie, l'Australie-Méridionale et l'Australie-Occidentale) et une branche pour les deux territoires (le Territoire de la capitale australienne et le Territoire du Nord). L'autre moitié du drapeau représente la constellation de la Croix du Sud en blanc avec une petite étoile à cinq branches et quatre autres à sept branches.
Une variante à fond rouge, sans étoiles mais avec des armoiries, est utilisée par la marine marchande. Il existe aussi une version à fond blanc (marine militaire) et une version bleu clair (armée de l'air). Dans cette dernière mouture, l'axe vertical de la Croix du Sud a légèrement pivoté pour permettre l'insertion de l'écusson de la RAAF : un kangourou rouge sur fond blond, cerclé du bleu de l'Union Jack.Il y a quatre étoiles à cause des points cardinaux.
Le drapeau de l'Australie fut approuvé par le roi Édouard VII en 1902 après une compétition mondiale organisée à la suite de la création de la Fédération. L'insertion de l'Union Jack était nécessaire à l'acceptation du projet. Il a été approuvé par les autorités australiennes et britanniques au cours des années suivantes, bien que les spécifications exactes du drapeau aient été changées plusieurs fois tant intentionnellement qu'à la suite de confusions. Les spécifications actuelles ont été publiées en 1934 et en 1954 le drapeau est devenu légalement reconnu comme le « Drapeau national australien ». Il sera définitivement adopté par la population au cours des années 1960.
Certains Australiens n'apprécient pas la présence de l'Union Jack sur le drapeau actuel. D'autre part, sa similitude avec le drapeau de la Nouvelle-Zélande a pu poser des problèmes dans certains cas. Toutefois, la plupart des Australiens approuvent ce drapeau et le débat ne reprendra qu'une fois le débat sur la nature du régime politique achevé (choix entre monarchie et république).
Le drapeau de l'Australie est légalement défini dans la loi du drapeau de 1953. D'autres drapeaux officiels représentent l'Australie, son peuple et les fonctions principales de gouvernement

## Composants
Le drapeau utilise trois symboles, l'Union Flag (aussi connu sous le nom de Union Jack), l'étoile du commonwealth et la Croix du Sud.
L’Union Flag symbolise l'histoire du Commonwealth d'Australie formée de six colonies britanniques et les principes qui servent de base à la Fédération Australienne, bien qu'un point de vue plus historique voit sa présence comme la manifestation de la fidélité à l'Empire britannique.
L'étoile du Commonwealth avait à l'origine seulement six pointes, représentant les six colonies de la fédération. Cependant, cela a changé en 1908 où une septième pointe a été ajoutée pour symboliser le territoire de Papouasie et les territoires futurs, L'étoile du Commonwealth n'a pas de relation avec Beta Centauri, malgré la coïncidence de l'emplacement de cette étoile dans le ciel et sa luminosité.
La Croix du Sud est une des constellations les plus visibles dans l'hémisphère Sud et a été utilisée pour représenter l'Australie dès les premiers jours de la colonisation britannique. Ivor Evans, un des concepteurs du drapeau, pensait utiliser la Croix du Sud pour se référer aussi aux quatre vertus morales attribuées aux quatre étoiles principales par Dante : justice, prudence, modération et fermeté. Le nombre de pointes sur les étoiles de la Croix du Sud sur le drapeau australien d'aujourd'hui diffère de la conception originale sur laquelle elles allaient de cinq à neuf pointes chacune, selon leur luminosité relative la nuit dans le ciel. Pour simplifier la fabrication, l'amirauté britannique a standardisé les quatre plus grandes étoiles extérieures avec sept pointes chacune, laissant l'étoile centrale, la plus petite, avec cinq branches.
Une spécification complète pour la conception actuelle a été publiée dans "la Gazette du Commonwealth" en 1934.
En haut à gauche, il y a l'Union Jack (drapeau du Royaume-Uni, réunissant les drapeaux anglais, écossais, et irlandais).
Juste en dessous de l'Union Jack, il y a une étoile à 7 branches, qui représente les 7 territoires principaux du pays à la création du drapeau en 1909, à savoir :
Le Queensland,
La Nouvelle-Galles du Sud (New South Wales),
Victoria,
La Tasmanie (Tasmania),
L'Australie Méridionale (South Australia),
L'Australie Occidentale (Western Australia),
La Papouasie (le Territoire de la capitale australienne (ACT) et le Territoire du Nord (Northern Territory) furent créés en 1911, et la décision de ne pas rajouter de branches à l'étoile existante entraine que la 7e branche représente tous les territoires créés après 1901, la Papouasie ayant été acquise par l'Australie en 1906).

## Structure

Feuille de construction pour le Drapeau de l'Australie. La longueur du Drapeau est deux fois la largeur.

D'après le Flags Act, le drapeau national australien doit respecter les spécifications suivantes :
1. l'Union Jack doit occuper le quart supérieur à gauche du mât[8],
2. Une grande étoile blanche (représentant les sept États de l'Australie et les territoires) dans le centre du quart inférieur gauche et pointant directement au centre de la Croix de Saint-George dans l'Union Jack[8],
3. Cinq étoiles blanches (représentant la Croix du Sud) sur le battant du drapeau[8].

L'emplacement des étoiles est comme suit:
- Commonwealth Star - étoile à sept pointes, centrée du battant inférieur[8].
- Alpha Crucis - étoile à sept pointes, directement au-dessous du centre du battant et 1/6 en haut du bord du bas[8].
- Beta Crucis - étoile à sept pointes, 1/4 à gauche du centre droit et 1/16 en haut du centre du battant[8].
- Gamma Crucis - étoile à sept pointes, directement au-dessus du centre du battant 1/6 en bas du bord supérieur[8].
- Delta Crucis - étoile à sept pointes, 2/9 à droite du centre droit et 31/240 en haut du centre du battant[8].
- Epsilon Crucis - étoile à cinq pointes, 1/10 à droite du centre droit et 1/24 en bas du centre du battant[8].

Le diamètre extérieur de l'Étoile du Commonwealth est 3/10 de la largeur du drapeau, tandis que celui des étoiles dans la Croix du Sud est de 1/7 de la largeur du drapeau, à part "l'Epsilon", pour lequel la fraction est 1/12. Le diamètre intérieur de chaque étoile est de 4/9 du diamètre extérieur. La largeur du drapeau est la mesure du bord du battant du drapeau (la distance de haut en bas).

## Couleurs
On a donné les couleurs du drapeau, bien qu'elles ne soient pas indiquées dans le Flags Act, selon les spécifications de Pantone de la direction récompenses et culture des Services du Premier ministre. Le Manuel de Style pour des Auteurs, des Rédacteurs et des Imprimeurs du gouvernement australien donne aussi les spécifications CMJN et RGB pour imprimer le drapeau ou l'afficher sur un écran.
| Couleur | ● Bleu             | ● Rouge           | ● Blanc     |
| ------- | ------------------ | ----------------- | ----------- |
| HTML    | #00008B            | #FF0000           | #FFFFFF     |
| RVB     | 0-0-139            | 255-0-0           | 255-255-255 |
| Pantone | 280 C              | 185 C             | Safe        |
| CMJN    | 100 % - 80 % - 0 % | 0 % - 100 % - 0 % | 0 % - 0 %   |

## Composition du dessin du Drapeau fédéral de 1901
Avant 1901, l'Australie était un ensemble de six colonies britanniques. Le drapeau de l'Empire britannique, l'Union Flag était souvent utilisé pour les représenter de manière collective et chaque colonie avait aussi son propre drapeau dérivé de l'Union Flag Deux tentatives furent menées au cours du XIXe siècle pour choisir un nouveau drapeau. Le premier drapeau proposé, le drapeau national colonial (en), fut créé en 1823–1824 par les capitaines John Nicholson et John Bingle. Le drapeau « national » le plus populaire de cette époque fut le drapeau de la fédération de 1831, aussi conçu par Nicholson. Ces drapeaux, et plusieurs autres tel que le drapeau Eureka (qui vint à être utilisé lors de la Eureka Stockade de 1854), contiennent des étoiles représentant la Croix du Sud. Le plus vieux drapeau qui montre les étoiles disposées réellement comme dans le ciel est le drapeau de la Ligue anti-déportation australasienne (en), qui est semblable au drapeau national d'aujourd'hui.
| Drapeau National Colonial | Drapeau de la Fédération Australienne | Eureka Flag | Anti-Transportation League Flag |
| Drapeau national colonial | Drapeau de la Fédération australienne | Eureka Flag | Anti-Transportation League Flag |

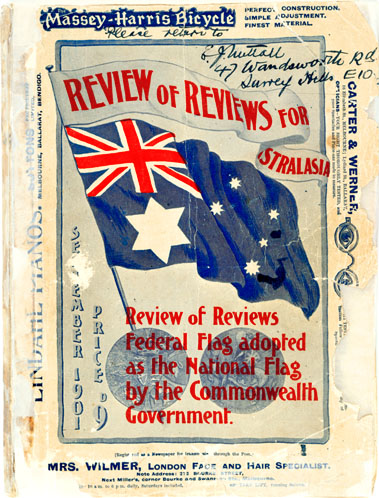
La première page de l'édition de la Review of Reviews signée par Egbert Nuttall, après que les gagnants du concours pour la conception du drapeau fédéral de 1901 eurent été annoncés.

La date de la création de la fédération approchant, on commença à se préoccuper du drapeau fédéral. En 1900, le Melbourne Herald lança un concours dans lequel le nouveau drapeau devait comporter l'Union Flag et la Croix du Sud, donnant au drapeau un style British Ensign. Le concours lancé plus tard cette année par la Review of Reviews for Australasia (revue des revues de l'Australasie) considérait de telles restrictions comme étant peu sages, bien qu'observant qu'un dessin sans ces emblèmes n'avait que peu de chances de réussir. Après la création de la fédération le 1er janvier 1901, le nouveau gouvernement australien lança une compétition officielle pour la conception d'un nouveau drapeau en avril. Celle-ci attira plus de 32 000 réponses, dont plusieurs avaient été envoyées d'abord à la Review of Reviews. Les dessins étaient jugés sur plusieurs critères : la loyauté à l'empire, la fédération, l'histoire, l'héraldique, l'unicité, l'utilité et le coût de fabrication. La majorité des dessins comprenaient l'Union Flag et la Croix du Sud mais les animaux originaires d'Australie eurent aussi beaucoup de succès. Les prix furent attribués à cinq propositions presque identiques, et leurs concepteurs se partagèrent les 200 livres de récompense en cinq parts égales de 40 livres. Les vainqueurs étaient :
- Ivor Evans, un écolier de 14 ans de Melbourne
- Leslie John Hawkins, un adolescent apprenti d'un opticien de Sydney
- Egbert John Nuttall, un architecte de Melbourne
- Annie Dorrington, une artiste de Perth
- William Stevens, un officier naval d'Auckland (Nouvelle-Zélande).

L'accueil initial du drapeau fut mitigé. Le magazine alors républicain The Bulletin l'appela ainsi :

« Un réchauffé rance du drapeau britannique, sans valeur artistique, sans signification nationale... Les esprits changent lentement, et l'Australie est toujours le petit garçon du Royaume-Uni. Quoi de plus naturel que d'accepter les habits découpés de son père, sans pouvoir protester, et seulement en s'apercevant vaguement de sa volonté. Ce symbole bâtard est le vrai symbole de l'état bâtard de l'opinion australienne. »

| Un des nombreux dessins rejetés | Dessin gagnant | Dessin approuvé par le roi Édouard VII |
| Un des nombreux dessins rejetés | Dessin gagnant | Dessin approuvé par le roi Édouard VII |

Comme le nouveau dessin était en fait le drapeau avec une croix en plus, beaucoup de gens aux gouvernements fédéral et de Nouvelle-Galles du Sud critiquèrent le drapeau choisi pour ses côtés « trop victoriens ». Ils voulaient le drapeau de la fédération australienne, et le premier ministre Barton, qui avait soutenu le drapeau de la fédération, soumit ce drapeau avec celui choisi par les juges de l'amirauté pour approbation définitive. Celle-ci choisit le rouge pour les vaisseaux privés et le bleu pour les vaisseaux gouvernementaux. Le gouvernement du Commonwealth considéra ces drapeaux comme drapeaux coloniaux maritimes.
Le 3 septembre 1901, le nouveau drapeau australien flotta pour la première fois sur le palais royal des expositions à Melbourne.

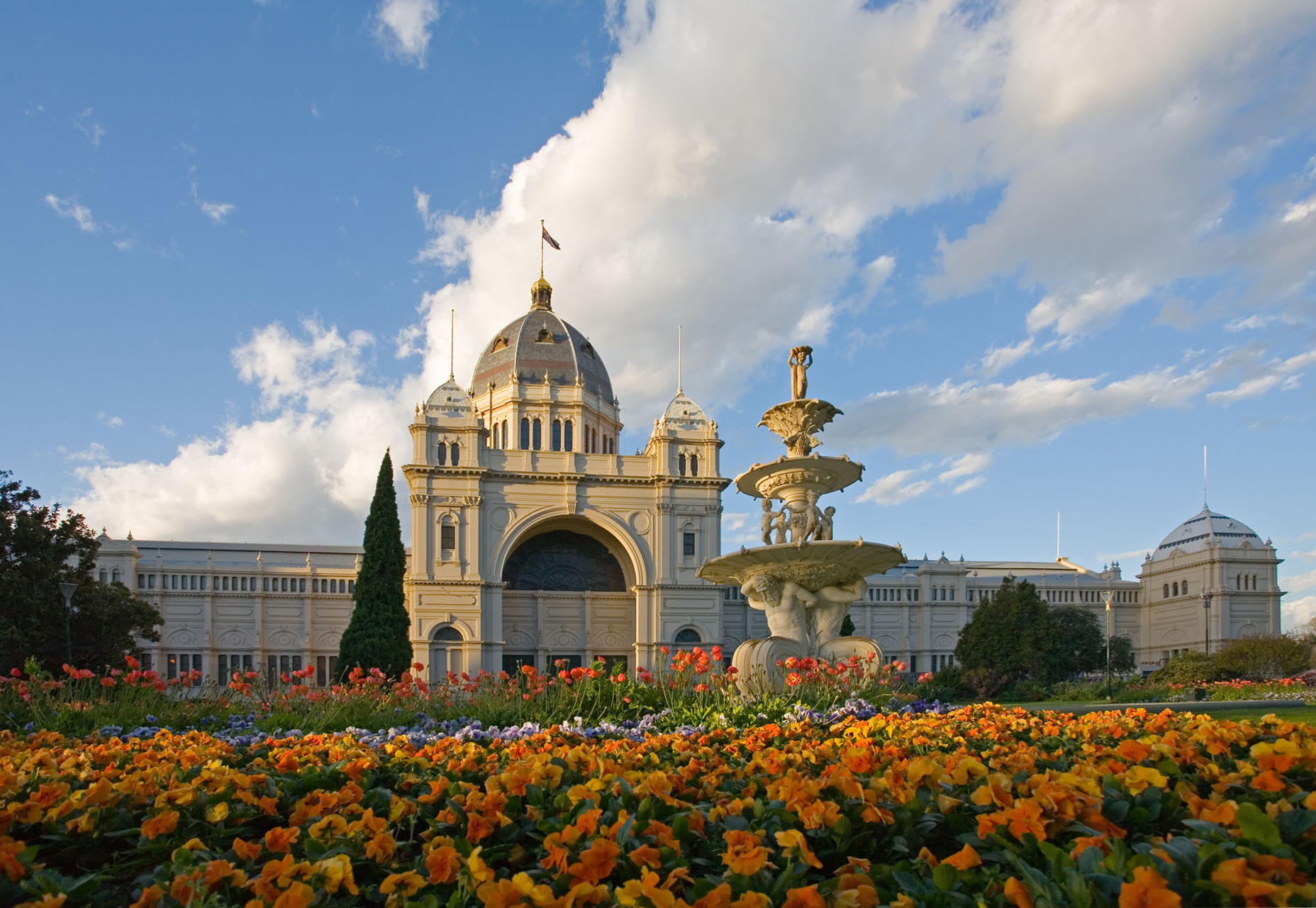
Le palais royal des expositions, à Melbourne. Site du premier déploiement du drapeau australien.

Une version simplifiée du dessin gagnant fut officiellement approuvée comme drapeau australien par le roi Édouard VII en 1902.
Il remplaça l'Union Flag aux Jeux olympiques de 1904 à St-Louis. Cette même année, à la suite du lobbying du sénateur Richard Crouch, il eut le même statut que l'Union Flag au Royaume-Uni, où la chambre des représentants proclama que le pavillon bleu « devait être hissé sur tous les forts, vaisseaux, places et bâtiments publics du Commonwealth à toutes les occasions où un drapeau est utilisé ». Le gouvernement accepta de hisser le pavillon bleu les jours fériés, mais pas si cela signifiait une dépense supplémentaire, ce qui affaiblissait le décret. Le pavillon bleu ne pouvait flotter sur un bâtiment public que si un drapeau d'État n'était pas disponible ce jour-là.

## Drapeau bleu ou rouge?

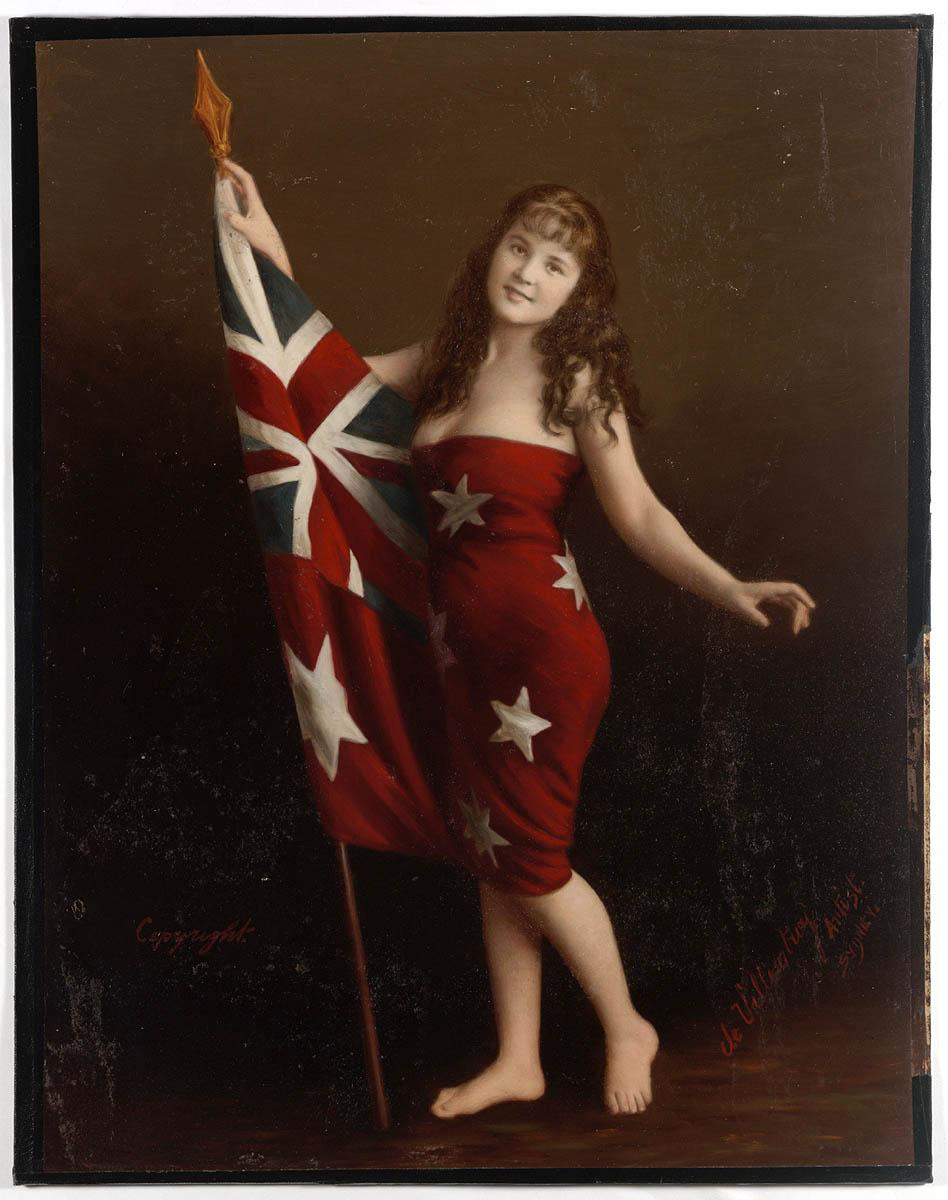
Marie-Celeste de Villentroy enroulée du drapeau civil, années 1920.

Le drapeau rouge était le seul drapeau que les citoyens pouvaient utiliser. Par analogie avec le système britannique, l'usage du drapeau bleu était réservé au gouvernement fédéral, les États, les collectivités locales, les organismes privés et les particuliers utilisant le drapeau rouge.
En 1908 le drapeau bleu a remplacé l'Union Flag sur tous les établissements militaires. En 1911, il devint le drapeau de l'armée australienne à tous les défilés et cérémonies officielles bien que, quand le nouveau bâtiment du Parlement d'Australie a été inauguré en 1927, seuls les drapeaux rouges et les drapeaux de l'Union ont été hissés,,.
Il y avait une petite confusion sur l'utilisation militaire des drapeaux. En conséquence, avant 1941, seulement 10 % de drapeaux militaires étaient bleus alors que les drapeaux rouges étaient plus communs.
Techniquement, les bateaux privés sans but commercial étaient soumis à une forte amende s'ils ne hissaient pas le drapeau rouge britannique. Cependant, une autorisation du ministère de la marine britannique a été publiée le 5 décembre 1938, autorisant ces navires à faire flotter le drapeau rouge australien.
La loi de l'enregistrement de la marine marchande de 1981 (The Shipping Registration Act 1981) a réaffirmé que le drapeau rouge australien était "la couleur" appropriée pour les bateaux commerciaux de plus de 24 mètres de longueur.

## Union Flag
Faisant partie de l'Empire britannique, l'Australie a, à l'origine, hissé le Drapeau d'Union. C'était le drapeau de facto de l'Empire britannique, à l'origine établi comme un drapeau Royal.
La Marine australienne Royale a été promulguée le 5 octobre 1911 et a été ordonnée de hisser le Drapeau Blanc britannique à l'arrière et le Drapeau de l'Australie sur le bâton de pavillon de beaupré,,. Malgré la volonté du gouvernement de faire utiliser le drapeau bleu sur des vaisseaux de guerre australiens, les officiers continuèrent d'arborer l'Union Jack et ce n'est qu'en 1913, après une protestation publique à Fremantle après son utilisation pour la revue du Melbourne (en), que le gouvernement "leur a rappelé" la loi de 1911.
Dans les années 1920 il y a un débat pour savoir si le drapeau bleu était utilisé uniquement sur les bâtiments fédéraux australiens, débat s'achevant par l'accord de 1924 indiquant que l'Union Flag avait les mêmes droits que le drapeau national. Comme l'Union flag était reconnu comme drapeau national, on a considéré déloyal d'arborer un autre drapeau sans que l'Union flag soit à côté et c'était l'Union flag qui recouvrait les cercueils du Mémorial australien de la guerre,.
Le drapeau bleu (The Blue Ensign) a officiellement remplacé l'Union flag le 14 avril 1954. L'Union flag était toutefois toujours considéré comme le drapeau national par beaucoup d'Australiens jusque dans les années 1970, ce qui a inspiré la campagne d'Arthur Smout de 1968 à 1982 pour encourager les Australiens à donner la préséance au drapeau australien.
Au milieu des années 1980, le gouvernement fédéral n'a plus rappelé aux Australiens qu'ils avaient le droit de faire flotter L'Union flag à côté du drapeau national ou montré des illustrations pour expliquer la façon de les montrer ensemble correctement.

## Drapeau national australien

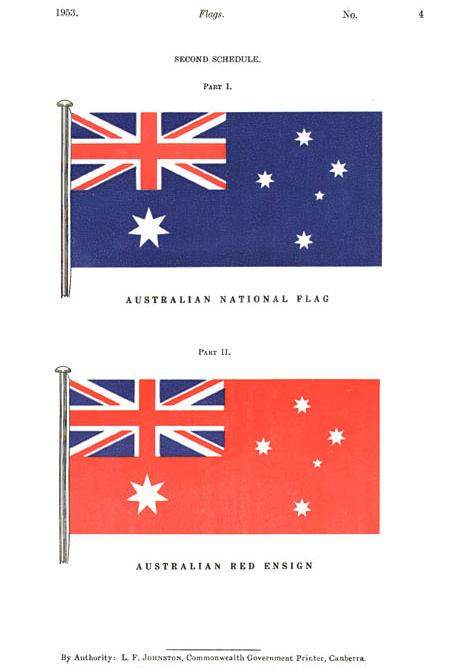
La loi Flags Act 1953 précisait bien que la marine militaire australienne devait utiliser des drapeaux bleus tandis que la marine civile devait utiliser des drapeaux rouges.

En 1940, le gouvernement de Victoria publia une loi autorisant les écoles à utiliser des drapeaux bleus, ce qui permit leur utilisation par les citoyens. Le premier ministre Robert Menzies les encouragea alors à l'utiliser, grâce à un décret publié l'année suivante autorisant les australiens à utiliser les deux pavillons.
Le premier ministre Ben Chifley édicta un décret similaire en 1947.
Le 4 décembre 1950, le premier ministre, Robert Menzies proclama le pavillon bleu drapeau national et, en 1951, George VI approuva la recommandation du gouvernement.
L'Australie-Méridionale choisit de continuer avec l'Union Flag en tant que drapeau national jusqu'en 1956, où les écoles eurent le choix de choisir entre l'Union flag ou le drapeau australien.
Ce statut fut formalisé le 14 février 1954, quand Élisabeth II donna son autorisation royale au Flags Act de 1953. Le consentement de la reine fut couplé avec la visite de celle-ci en Australie. L'act donne des pouvoirs statutaires au gouverneur-général pour légiférer en matière de 'drapeaux et pavillons de l'Australie' et autorise les mandats et les règles en matière de drapeaux. La section 8 assure que le 'droit ou privilège' d'une personne de faire flotter l'Union flag n'est pas modifié par la loi.
En 1998, le Flags Act fut amendé pour établir des règles pour changer le dessin du drapeau: pour le changer entièrement, un référendum doit être organisé, en supposant que l'act n'est pas amendé au parlement par les voies normales.

## Protocole
Les règles pour monter le drapeau sont déterminées par le Flags Act de 1953 et une brochure intitulée "Le drapeau national australien", publiée de temps en temps par le gouvernement australien. Celles-ci indiquent que le drapeau peut être déployé chaque jour de l'année.Le drapeau national doit toujours être au-dessus de tout autre drapeau ou pavillon quand il flotte en Australie ou dans un territoire australien, et il doit toujours être haut et libre. Le drapeau doit être présent sur tous les bâtiments gouvernementaux et hissé sur chaque bureau de vote lors d'une élection ou d'un référendum. Les bateaux de plaisance privés peuvent arborer le Red Ensign ou le drapeau national. Le Blue Ensign britannique peut être hissé sur un bateau australien, au lieu du drapeau australien, si le propriétaire a un mandat valide selon la loi anglaise.

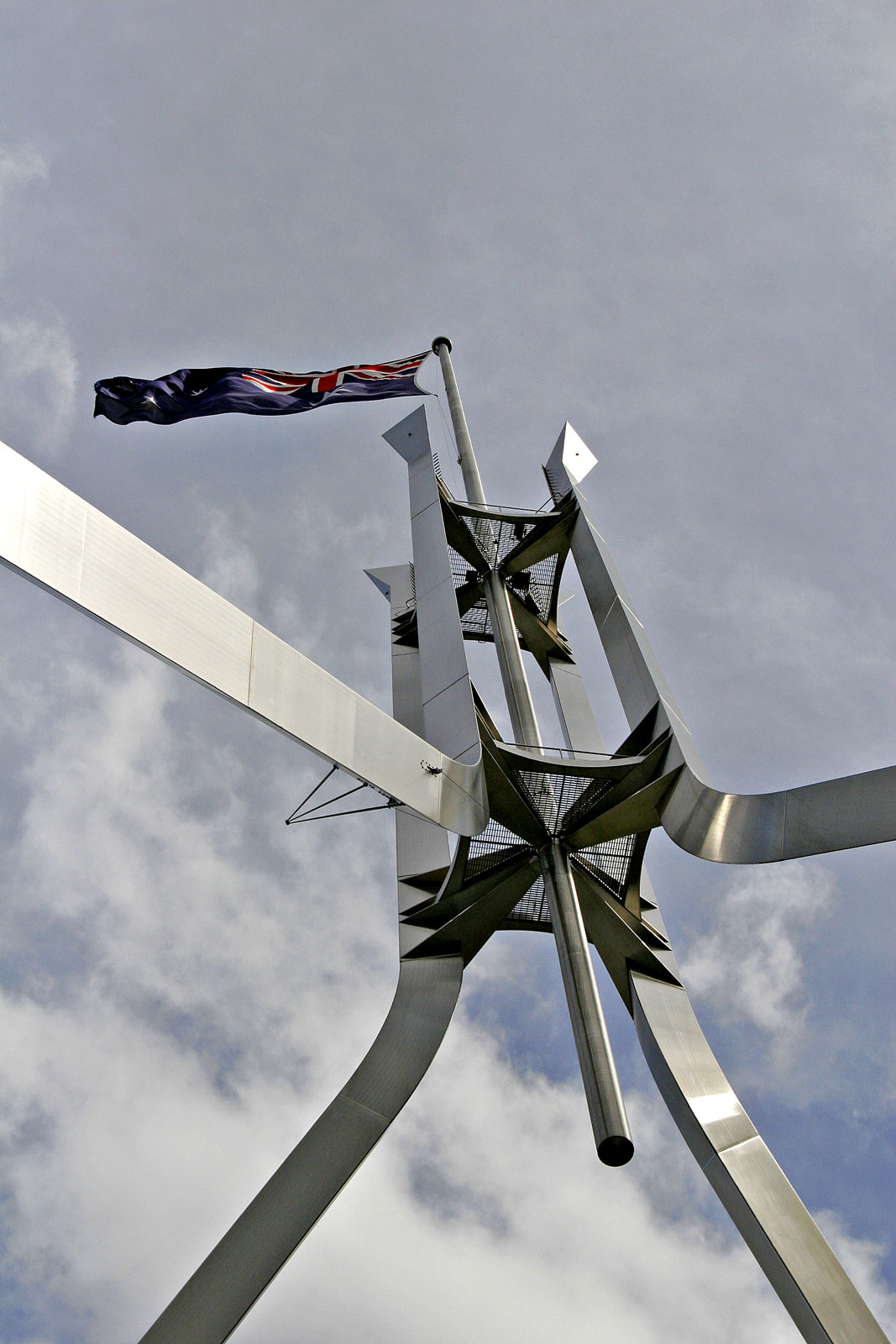
Le mât du Parliament House mesure 82 mètres de haut, le drapeau 12.8 m par 6.4 m, la taille d'un demi terrain de tennis.

Les services du Premier Ministre recommandent aussi que le drapeau ne soit hissé que durant les heures de jour, à moins qu'il ne soit illuminé. Deux drapeaux ne doivent pas être hissés sur le même mât. Quand le drapeau est mis en berne, il doit être dans une position reconnaissable, par exemple, baissé au tiers du mât. Le drapeau australien ne devrait jamais être en berne la nuit. Les drapeaux sont mis en berne sur les bâtiments gouvernementaux aux occasions suivantes :
- La mort du souverain - à partir du jour de l'annonce de la mort et jusqu'aux funérailles incluses. Le jour où l'accession d'un nouveau souverain est proclamée, la coutume est de hisser le drapeau à 11h du matin.
- La mort d'un membre de la famille royale.
- La mort d'un gouverneur-général ou d'un ancien gouverneur-général.
- La mort d'un citoyen australien éminent. Les drapeaux de n'importe quel endroit peuvent être mis en berne à la mort d'un membre notable du lieu ou au jour de leurs funérailles (ou en partie seulement).
- La mort d'un chef d'État d'un autre pays avec lequel l'Australie a des relations diplomatiques, le drapeau étant mis en berne le jour des funérailles.
- Le jour de l'ANZAC jusqu'à midi.
- Lors du Jour du Souvenir, les drapeaux sont hissés jusqu'à 10h30 du matin, mis en berne de 10h30 jusqu'à 11h, puis hissés le reste de la journée.

Les services du Premier Ministre adressent un courrier électronique appelé le Commonwealth Flag Network (réseau du drapeau fédéral), qui donne des informations à propos des moments nationaux où le drapeau est mis en berne ainsi que les jours nationaux de commémoration et célébration du drapeau.
Le drapeau national australien peut être utilisé à des fins commerciales ou publicitaires sans autorisation préalable tant qu'il est utilisé d'une manière digne et représenté complètement et précisément. Il ne doit pas être raturé en y rajoutant des mots ou illustrations, il ne doit pas être caché par d'autres objets affichés, et tous les symboles du drapeau doivent être identifiables,.
Il y a eu plusieurs tentatives pour faire de la profanation du drapeau un crime. En 1953, pendant la seconde lecture du flags act, le chef de l'opposition, Arthur Calwell, demanda sans succès que des amendements soient ajoutés à la loi pour criminaliser sa profanation. Michael Cobb (en) demanda en 1989, 1990, 1991 et 1992 de bannir les profanateurs, mais à chaque fois le projet fut rejeté. En 2002, le chef du National Party, John Anderson, proposa d'introduire une loi bannissant les profanateurs du drapeau australien, projet qui eut le soutien de plusieurs parlementaires de son parti et de son partenaire plus important de la coalition gouvernementale, le parti libéral australien. Cependant, le premier ministre, John Howard, rejeta cette proposition en déclarant: "Après réflexion, je crois que cela fait partie de la liberté d'expression dans ce pays.". En 2003, le Australian Flags (Desecration of the Flag) Bill (loi du drapeau australien - profanation du drapeau) fut inscrit à l'ordre du jour du parlement par Trish Draper sans le soutien de Howard et finit par échouer.

## Jour du drapeau (Flag Day)
En 1996, le Gouverneur Général, Sir William Deane, publie une proclamation établissant un Jour du drapeau national australien annuel, chaque 3 septembre. Les célébrations du Jour du drapeau font leur apparition à Sydney depuis 1985. Elles ont été introduits par le vexillographe John Christian Vaughan pour commémorer la première occasion où le Drapeau était en 1901 expédié par avion. Le Jour du Drapeau, les cérémonies sont tenues dans quelques centres majeurs et le Gouverneur général et quelques politiciens suivent ou sortent des déclarations aux médias. Le jour de Drapeau national australien n'est pas un jour férié.

## Drapeau du Centenaire
Pour le centenaire de la première exhibition du drapeau, le 3 septembre 2001, la Australian National Flag Association (en) présenta au premier ministre un drapeau destiné à remplacer le drapeau original disparu. Celui-ci n'était pas une réplique du drapeau original, où l'étoile du Commonwealth n'avait que six points, mais un drapeau national australien avec une étoile du Commonwealth à 7 branches. Ce drapeau a un en-tête spécial, incluant une bande rouge et l'inscription:

« Le drapeau du centenaire. Présenté à l'honorable parlementaire John Howard au nom du peuple australien par la Australian National Flag Association le 3 septembre 2001 au bâtiment de l'exposition royale de Melbourne, pour commémorer la première fois où le drapeau fut hissé le 3 septembre 1901 en présence de Sir Edmund Barton, premier ministre australien. »

Un mandat autorisant l'utilisation de ce drapeau d'après la section 6 du Flags act fut édicté par le gouverneur-général et ce drapeau est maintenant utilisé comme drapeau officiel de l'état à d'importantes occasions.

## Autres drapeaux australiens
D'après la section 5 du Flags Act 1953, le gouverneur-général peut reconnaître des drapeaux autres que le drapeau national et le Red Ensign comme drapeau ou pavillon national. Cinq drapeaux ont été reconnus de la sorte. Les deux premiers furent le pavillon de la marine australienne (en) et le pavillon de l'armée de l'air australienne. L'armée de terre n'a pas de drapeau, mais elle a la tâche d'être le défenseur du drapeau national lors des cérémonies. L'armée de l'air et la marine arboraient les pavillons britanniques (les White Ensign et Royal Air Force Ensign) jusqu'à l'adoption de drapeaux basés sur le drapeau national en 1948 et 1967 respectivement. Les drapeaux actuels de la marine et de l'armée furent officiellement édictés en 1967 et 1982 respectivement.
En 1995, le drapeau aborigène et le drapeau des indigènes des îles du détroit de Torres furent aussi déclarés drapeaux nationaux. Bien que conçues principalement comme un geste de réconciliation nationale, ces nominations causèrent une certaine controverse à l'époque, le chef de l'opposition John Howard les voyant comme un facteur de division. Quelques membres des peuples indigènes, comme le concepteur du drapeau aborigène Harold Thomas (en), le virent comme une récupération de leur drapeau, disant : "il n'a pas besoin de plus de reconnaissance".
Le Drapeau des forces armées australiennes fut nommé en 2000. Ce drapeau est utilisé pour représenter les forces de défense quand plus d'une des armes de l'armée est présente, comme à la Australian Defence Force Academy et au ministère de la défense.
Le Legislative Instruments Act de 2003 requiert que l'approbation du choix de ces drapeaux soit inscrite dans un registre fédéral. À cause d'une négligence administrative, elles ne le furent pas, et les approbations furent automatiquement annulées. Le gouverneur général publia les nouvelles approbatations le 25 janvier 2008, avec effet rétroactif au 1er janvier 2008, (ou au 1er octobre 2006 dans le cas du Defence Force Ensign).
| Royal Australian Navy Ensign | Royal Australian Air Force Ensign | National Colonial Flag      | pavillon de l'aviation civile australienne      |
| Royal Australian Navy Ensign | Royal Australian Air Force Ensign | National Colonial Flag (en) | pavillon de l'aviation civile australienne (en) |

En plus des sept drapeaux déclarés sous le Flags Act, il existe deux autres drapeaux fédéraux, le pavillon de l'aviation civile australienne (en) le drapeau des douanes australiennes (en), huit drapeaux de vice-rois et neuf drapeaux d'états et territoires reconnus comme drapeaux officiels par d'autres moyens.

## Le débat du drapeau
En rapport avec le problème du républicanisme en Australie, il y a eu des débats modérés mais persistants afin de savoir si l'on devrait ôter l'Union flag du canton du drapeau australien. Ce débat a émergé à un certain nombre d'occasions, comme lors de la période précédant immédiatement le Bicentenaire australien (en) en 1988 ainsi que durant le mandat du premier ministre Paul Keating, qui a publiquement soutenu un changement du drapeau et a eu cette citation célèbre :

« Je ne crois pas que les symboles et l'expression de la souveraineté complète de la nationalité australienne puissent jamais être complets tant que nous avons un drapeau avec le drapeau d'un autre pays dans le coin de celui-ci. »

Il y a deux groupes de lobbies impliqués dans le débat sur le drapeau: Ausflag (en), qui supporte le changement du drapeau, et l'Australian National Flag Association (ANFA), qui veut garder le drapeau actuel. Les partisans du statu quo invoquent la préséance historique, tandis que les arguments en faveur du changement sont basés autour de l'idée selon laquelle le drapeau actuel ne dépeint pas précisément le statut de l'Australie en tant que nation indépendante et multiculturelle.
Ausflag fait périodiquement campagne pour le changement de drapeau à l'occasion d'événements nationaux, comme les Jeux olympiques d'été 2000, et tient des compétitions de conception de drapeau, tandis que les activités de l'ANFA incluent la promotion de la conception actuelle par des événements comme le Jour du Drapeau national.
Les sondages d'opinion montrent qu'une majorité significative d'Australiens ne se prononce pas en faveur d'un changement. NEWSPOLL 2004 qui a demandé : "Êtes-vous personnellement en faveur ou contre le changement du drapeau australien afin d'enlever l'emblème d'Union Jack ?" a été soutenu par 32 % pour, 57 % contre, et 11 % ne sachant pas,. Cependant, le pourcentage d'Australiens en faveur d'un changement du drapeau s'est accru ces deux dernières décennies.